# Hartley, Texas
Hartley là một nơi ấn định cho điều tra dân số (CDP) thuộc quận Hartley, tiểu bang Texas, Hoa Kỳ. Năm 2010, dân số của nơi này là 540 người.

## Dân số
- Dân số năm 2000: 441 người.
- Dân số năm 2010: 540 người.